# 小行星5702
小行星5702（英語：5702 Morando）是一颗围绕太阳公转的小行星。1931年3月16日，馬克斯·沃夫在海德堡发现了此天体。
这颗小行星的绝对星等为224.7364850196481等。